# George Clifford (1769-1847)
George Clifford (Amsterdam, 22 februari 1769 - Den Haag, 9 december 1847) was een Nederlands politicus.

## Familie
Clifford lid van de familie Clifford, was een zoon van koopman Gerard Clifford (1738-1770) en Sara Maria van der Poll (1748-1831). Zijn moeder hertrouwde met schout-bij-nacht Salomon Dedel (1736-1800). Hij trouwde met Carolina Justina van Weede (1779-1837). Uit dit huwelijk werden drie zoons geboren.
Hij was een halfbroer van Eerste Kamerlid Jacob Willem Dedel. Clifford werd verheven in de Nederlandse adel bij Koninklijk Besluit van 16 september 1815.

## Loopbaan
Clifford studeerde Romeins en hedendaags recht aan de Leidse Hogeschool en promoveerde op zijn dissertatie Exhibens quaedam de foedere Hollandorum et Zelandorum facto a. 1576 in 1790. Hij werd commissaris tot de ontvangst van de honderdste en andere penningen (1791) en commissaris van kleine zaken (1792-1795), daarnaast was hij kapitein van de burgerij (1793) te Amsterdam. Van 1795 tot 1814 was hij ambtsloos.
Hij was lid van de Vergadering van Notabelen in 1814. In datzelfde jaar werd Clifford lid van de stedelijke raad van Amsterdam (1814-1842) en van de eenkamerige nieuwe Staten-Generaal der Verenigde Nederlanden (1814-1815). Van 21 september 1815 tot 17 oktober 1841 was hij lid van de Tweede Kamer der Staten-Generaal.
Hij werd benoemd tot ridder in de Orde van de Nederlandse Leeuw. Clifford overleed in 1847, op 78-jarige leeftijd.
- Biografisch Portaal: 59574493
- Nederlandse Thesaurus van Auteursnamen: 238333493
- Parlement.com: vg09llsjljth
- Virtual International Authority File: 292243262
- WorldCat: E39PBJqbrjHVG6mkVpwhGWmfMP